# 臨床疫学
臨床疫学（Clinical epidemiology）は、臨床医学に関連する問題に特に焦点を当てた疫学の下位分野である。この用語は、ウイルス学者のジョン・R・ポールが1938年に米国臨床検査学会（American Society for Clinical Investigation）の会長講演で初めて紹介した。 臨床疫学は「臨床医学の基礎科学」と呼ばれることもある。

## 定義
1938年にJohn R. Paulが「臨床疫学」という言葉を作ったとき、「疫学者が集団における疾病を研究するために用いる定量的概念と、臨床医学の日常的な仕事である個々の症例における意思決定との間の結婚」と定義した。Stephenson & Babiker（2000）によれば、「臨床疫学は疾病の分布と決定要因の調査と管理として定義できる」。Walter O. Spitzerは、臨床疫学の分野が明確に定義されていない点を強調している。しかし、彼は、この用語に対する批判にもかかわらず、疫学の特定のサブフィールドを定義するための有用な方法であると感じていた。対照的に、John M. Lastは、この用語は矛盾であり、さまざまな医学部で人気が高まっていることは深刻な問題であると感じていた。
臨床疫学は、疫学的研究データを用いた診断・治療過程の評価に基づいて、個々の患者に対する診断・治療・予防過程を最適化することを目的としている。臨床疫学の中心的な信条は、すべての臨床上の意思決定は、厳密なエビデンスに基づく科学に基づいて行われなければならないということである。臨床疫学の目的は主に、診断、疾患の進行、予後、治療、予防に関する疫学的に健全な臨床ガイドラインと基準を開発することである。疫学研究で得られたデータは、伝染性疾患および非伝染性疾患の予防プログラムの疫学的正当化にも応用できる。
疫学研究には様々な種類があり、症例対照研究、コホート研究、実験的対照無作為化試験（RCT）などがある。実験とは、一般的に、研究対象の現象の自然経過における介入（制御された影響）によって因果仮説を検証する一般的な科学的方法である。介入の結果を評価するために、実験には必ず比較可能な群-実験群と対照群-が含まれる(すなわち、研究はコントロールされている)。患者を群に分けるのは、無作為化によって、偶然に行うべきである。
臨床疫学の重要な側面は、治療薬や予防薬の有効性を評価することである。予防薬や治療薬の有効性は、潜在的有効性（ある科学水準における介入の達成可能な最大効果）と現実的有効性（実際に利用可能な効果）に分けられる。

## See also
- Journal of Clinical Epidemiology

## References
1. ↑  Paul, John R. (1938-09-01). “President's Address Clinical Epidemiology 1” (英語). The Journal of Clinical Investigation 17 (5):  539–541. doi:10.1172/JCI100978. ISSN 0021-9738. PMC 434807. PMID 16694597.
2. ↑  Sackett, David L. (December 2002). “Clinical epidemiology”. Journal of Clinical Epidemiology 55 (12):  1161–1166. doi:10.1016/S0895-4356(02)00521-8. PMID 12547442.
3. ↑  Dieckmann, K.-P.; Pichlmeier, U. (2004-04-01). “Clinical epidemiology of testicular germ cell tumors” (英語). World Journal of Urology 22 (1):  2–14. doi:10.1007/s00345-004-0398-8. ISSN 1433-8726. PMID 15034740.
4. ↑  Last, John M. (1988). “What Is "Clinical Epidemiology?"”. Journal of Public Health Policy 9 (2):  159–163. doi:10.2307/3343001. ISSN 0197-5897. JSTOR 3343001. PMID 3417857.
5. ↑  Stephenson, J M; Babiker, A (1 August 2000). “Overview of study design in clinical epidemiology”. Sexually Transmitted Infections 76 (4):  244–247. doi:10.1136/sti.76.4.244. PMC 1744174. PMID 11026877.
6. ↑  Spitzer, Walter O. (1986-01-01). “Clinical epidemiology”. Journal of Chronic Diseases 39 (6):  411–415. doi:10.1016/0021-9681(86)90107-4. ISSN 0021-9681. PMID 3711249.
7. ↑  Last, John M. (1988). “What Is "Clinical Epidemiology?"”. Journal of Public Health Policy 9 (2):  159–163. doi:10.2307/3343001. ISSN 0197-5897. JSTOR 3343001. PMID 3417857.
8. ↑  Hannaford, Philip C.; Smith, Blair H.; Elliott, Alison M. (2006). Primary care epidemiology: its scope and purpose. 23. pp. 1–7. doi:10.1093/fampra/cmi102. PMID 16332946 2023年1月28日閲覧。.
9. ↑  “Clinical Epidemiology”. umock.com. 2023年1月28日閲覧。
10. ↑  Daz-Vlez, Cristian; Soto-Cceres, Victor; E., Ricardo; Apolaya Segura, Moiss A.; Galn-Rodas, Edn (2013). Clinical Epidemiology and Its Relevance for Public Health in Developing Countries. doi:10.5772/54901. ISBN 978-953-51-1121-4 2023年1月28日閲覧。
11. ↑  “Clinical Epidemiology - The epidemiological method in clinical practice and research”. medicina.ulisboa.pt (2011年6月30日). 2023年1月28日閲覧。